# Miguel Bover
Miguel Bover Pons (né le 14 février 1928 à Palma de Majorque et mort le 25 janvier 1966 dans la même ville) est un coureur cycliste espagnol. Professionnel de 1948 à 1962, il a notamment remporté une étape du Tour de France 1956 et le Tour d'Andalousie la même année. Il est le fils de Miguel Bover Salom, également cycliste professionnel et champion d'Espagne sur route en 1920.

## Palmarès
- 1948
  - 3e du championnat d'Espagne sur route indépendants
- 1949
  - Trofeo Masferrer
- 1950
  - 2e du Trofeo del Sprint
- 1953
  -  Champion d'Espagne de poursuite
  - 2e du Circuito Sardinero
  - 2e du GP Ayutamiento de Bilbao
  - 3e de la Clasica a los Puertos
- 1954
  -  Champion d'Espagne de poursuite
  - 4e et 6e étape du Tour de Majorque
  - 2ea étape du Tour de Pontevedra
  - 2e étape du Tour de Catalogne
  - 2e du Trofeo Masferrer
  - 2e du Tour de Majorque
  - 3e du Trofeo del Sprint
- 1955
  -  Champion d'Espagne de poursuite
  - 2e du Trofeo del Sprint
- 1956
  - Tour d'Andalousie :
    - Classement général
    - 1re, 2e et 9e étapes

  - Trofeo Jaumendreu
  - GP Pascuas
  - 3e et 5e (contre-la-montre) étapes du Gran Premio de la Bicicleta Eibarresa
  - 4e étape du Tour des Asturies
  - 20e étape du Tour de France (contre-la-montre)
  - 5e étape du Tour de Majorque
  - 3e du Grand Prix Martini
  - 3e du Gran Premio de la Bicicleta Eibarresa
  - 3e du Grand Prix des Nations
- 1957
  - 1re étape du Tour d'Andalousie
  - GP Martorell
  - 2e du Trofeo Jaumendreu
- 1958
  - 6e étape du Tour de Sardaigne
  - 5ea étape du Tour du Levant (contre-la-montre)
  - 1re et 12e étapes du Tour du Sud-Ouest de l'Espagne
- 1962
  -  Champion d'Espagne de l'américaine (avec Miguel Poblet)
  - Six Jours de Madrid (avec Miguel Poblet)

## Résultats sur les grands tours

### Tour de France
2 participations
- 1956 : 74e, vainqueur de la 20e étape (contre-la-montre)
- 1958 : 72e

### Tour d'Espagne
5 participations
- 1955 : abandon (15e étape)
- 1956 : abandon (14e étape)
- 1957 : abandon (4e étape)
- 1959 : 40e
- 1960 : abandon (11e étape)

### Tour d'Italie
- 1956 : abandon